# Андріївська церква (монета)
«Андрі́ївська це́рква» — пам'ятна монета номіналом 5 гривень, випущена Національним банком України, присвячена «архітектурній перлині» Києва, збудованій у середині XVIII ст. у стилі бароко за проектом видатного архітектора Ф. Б. Растреллі — Андріївській церкві. Завдяки довершеності ліній, чітким пропорціям, дивовижній гармонії форм і навколишнього ландшафту вона здобула загальне визнання й славу.
Монету введено в обіг 20 липня 2011 року. Вона належить до серії «Пам'ятки архітектури України».

## Опис монети та характеристики
| Номінал грн. | Метал      | Маса, г | Діаметр, мм | Якість виготовлення       | Гурт     | Тираж, штук |
| ------------ | ---------- | ------- | ----------- | ------------------------- | -------- | ----------- |
| 5            | нейзильбер | 16,54   | 35,0        | спеціальний анциркулейтед | рифлений | 45 000      |

### Аверс
На аверсі монети розміщено: малий Державний Герб України, під яким напис у три рядки «НАЦІОНАЛЬНИЙ БАНК УКРАЇНИ», фрагмент барокового ліплення, якому в оздобленні інтер'єру Андріївської церкви приділено значну увагу; унизу — номінал — «5/ГРИВЕНЬ» та рік карбування — «2011». Унизу розміщено логотип Монетного двору Національного банку України.

### Реверс
На реверсі монети розміщено Андріївську церкву, на тлі якої напис — «КИЇВ», та написи: «АНДРІЇВСЬКА ЦЕРКВА» (ліворуч півколом), XVIII ст. (праворуч вертикально).

## Автори
- Художник — Груденко Борис.

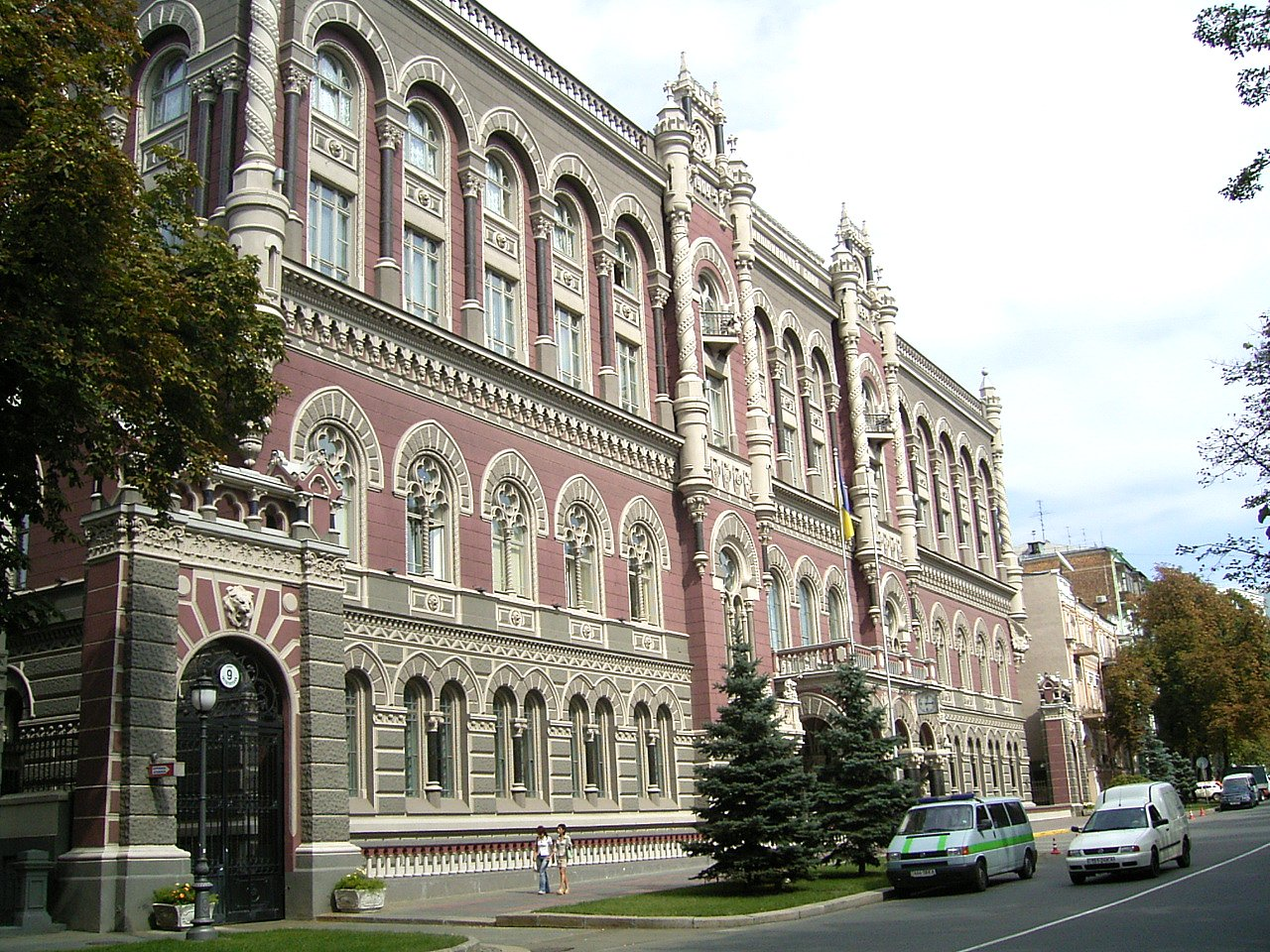
Будівля Національного банку України

- Скульптори: Атаманчук Володимир, Іваненко Святослав.

## Вартість монети
Ціна монети — 20 гривень була вказана на сайті Національного банку України в 2012 році.
Фактична приблизна вартість монети з роками змінювалася так:
| Рік        | 2012 | 2013 | 2014 | 2015 | 2016 | 2017 | 2018 | 2019 | 2020 | 2021 | 2022 | 2023 | 2024 | 2025 |
| ---------- | ---- | ---- | ---- | ---- | ---- | ---- | ---- | ---- | ---- | ---- | ---- | ---- | ---- | ---- |
| Ціна, грн. | 30   | 35   | 35   | 65   | 82   | 100  | 110  | 110  | 105  | 100  | 105  | 230  | 260  | 290  |